# Тынчеров, Амин Халилович
Амин Халилович Тынчеров (1907, с. Бастаново, Елатомского уезда Тамбовской губернии, Российская империя — 1980, г. Казань, ТАССР, РСФСР, СССР) — советский татарский государственный и политический деятель. Военачальник. Член РКП(б) с 1928 года.

## Биография
В 1929 окончил Рязанскую советскую партийную школу, в 1932 — Татарский коммунистический университет, позже — Краснознаменную военно-воздушную академию ВВС (1955).
В 1924—1926 годах работал секретарём комсомольской ячейки с. Бастаново; инструктором Сасовского волостного комитета ВЛКСМ Рязанской губернии .
В 1927—1928 заведовал избой-читальней.
С 1932 — на партийной работе: инструктор агитационно-массового отдела Татарского обкома ВКП (б) (1932—1933); заместитель начальника политотдела Первомайской МТС ТАССР (1933—1935); заместитель секретаря Дубъязского райкома ВКП (б) ТАССР (1935—1936); второй секретарь Чистопольского райкома ВКП(б) ТАССР (1936—1937); первый секретарь Таканышского райкома ВКП (б) ТАССР (1937—1938)
С 1938 по 1940 — Председатель Совета народных комиссаров Татарской АССР.
Во время Великой Отечественной войны — полковник, ответственный секретарь парткомиссии 4-й Отдельной армии, военный комиссар, заместитель начальника по политической части Управления тыла Волховского фронта, член военного совета 8-й армии Волховского военного округа (1941—1946).
В 1947—1959 — заместитель начальника Тыла Управления тыла авиации дальнего действия СССР по политической части, заместитель начальника Главного военного аэродрома ВВС Советской Армии по политической части.
С 1959 года — в отставке.
В 1961—1970 — заместитель ответственного редактора рекламных изданий министерства внешней торговли СССР.
Избирался делегатом Верховного Совета РСФСР I созыва от Татарской АССР (1938—1947), на первом заседании 15 июля 1938 года был избран заместителем председателя ВС РСФСР.